# Giuseppe Brucato
Giuseppe Brucato (Caltanissetta, 23 marzo 1960) è un allenatore di calcio italiano.

## Carriera
Ha portato in Serie C2 il Moncalieri partendo dall'Eccellenza. Passato alla Biellese, ha guidato poi il Sassuolo e la Pro Vercelli, dove è stato esonerato nel febbraio del 2007.
Il 25 febbraio 2008 ha debuttato in Serie B in qualità di nuovo allenatore del Mantova, subentrando ad Attilio Tesser esonerato il giorno precedente. L'11 giugno 2008 è stato riconfermato anche per la stagione 2008-2009 sulla panchina virgiliana, e dopo la sconfitta contro il Parma per 1-3, il 27 ottobre 2008 viene esonerato e sostituito da Alessandro Costacurta.
Il 23 settembre 2009 il neo-presidente del Taranto Enzo D'Addario annuncia in conferenza stampa l'ingaggio del tecnico.
Il 17 gennaio 2010, dopo la sconfitta in casa del Rimini per 2-0, viene esonerato dalla guida della compagine Jonica; apprende dell'esonero direttamente dai giornalisti presenti in sala stampa.
Il 20 maggio 2010 Taranto, durante una conferenza stampa, annuncia che l'allenatore guiderà nuovamente la compagine rossoblu nel campionato di Lega Pro Prima Divisione 2010-2011; poi, il 9 novembre 2010 dopo la sconfitta in casa della domenica precedente per 3-1 con il Foligno, rassegna le dimissioni come allenatore del Taranto cedendo il testimone a Davide Dionigi.
Il 13 marzo 2012 sostituisce sulla panchina del Bassano Virtus, società di Prima Divisione, Osvaldo Jaconi. A fine stagione la squadra non riuscirà a salvarsi, chiudendo il campionato all'ultimo posto in classifica.
Il 28 dicembre 2012 viene chiamato dalla dirigenza del Mantova al posto di Sauro Frutti come allenatore della squadra biancorossa con l'obbiettivo di puntare ai playoff.

## Palmarès

### Allenatore

#### Competizioni nazionali
- Campionato Nazionale Dilettanti: 1

Moncalieri: 1999-2000

#### Competizioni regionali
- Promozione: 1

Ivrea: 1990-1991
- Eccellenza: 2

Ivrea: 1996-1997
Moncalieri: 1998-1999